# Equus (magazine)
Pour les articles homonymes, voir Equus.
Equus est un magazine équestre américain mensuel dont le premier numéro est sorti en novembre 1977.